# Пожежа, кохання і Помпієро
«Пожежа, кохання і Помпієро» («სიყვარული, ხანძარი და პომპიერო») — радянський художній фільм 1976 року, знятий режисером Гурамом Патараєю на кіностудії «Грузія-фільм».

## Сюжет
Дівчина закохується у солдата, який перебуває на військовій службі та працює у сільській пожежній команді.

## У ролях
- Рамаз Чхиквадзе — Савле, пожежний
- Отар Харебашвілі — Кікіло, пожежний
- Тенгіз Шорапнелі — Панцкала, пожежний
- Александре Купрашвілі — Закро
- Марина Сагарадзе — Тапло, онука Закро
- Олександр Кондрашов — Єгор
- Джуна Мікатадзе — Мелго, голова колгоспу
- Акакій Апхазава
- Акакій Бакрадзе
- Ека Кіпіані — Цанцура
- Лео Сохашвілі — колгоспник

## Знімальна група
- Режисер — Гурам Патарая
- Сценаристи — Гурам Патарая, Реваз Габріадзе
- Оператори — Елізбар Караваєв, Іраклій Онопрішвілі
- Композитор — Бідзіна Квернадзе
- Художник — Тенгіз Самсонадзе